# باس راتين
باس راتين (بالهولندية: Bas Rutten) هو ملاكم كيك بوكسينغ ولاعب كاراتيه ومصارع محترف وملاكم تايلندي ولاعب تايكوندو وممثل هولندي، ولد في 24 فبراير 1965 في هولندا.

## أعمال

### أفلام
- (2009)  شرطي المجمع التجاري[4]
- (2011) حارس الحديقة[5]
- (2012) هنا يأتي الازدهار[6]
- (2015)  شرطي المجمع التجاري 2[7][8]

## وصلات خارجية
- باس راتين على موقع يو إف سي (الإنجليزية)
- باس راتين على موقع شيردوغ (الإنجليزية)
- باس راتين على موقع Tapology.com (الإنجليزية)
- باس راتين على موقع CageMatch worker (الإنجليزية)
- باس راتين على موقع قاعدة بيانات المصارعة على الإنترنت (الإنجليزية)

- باس راتين على موقع IMDb (الإنجليزية)
- باس راتين على موقع ألو سيني (الفرنسية)
- باس راتين على موقع أول موفي (الإنجليزية)
- باس راتين على موقع قاعدة بيانات الأفلام السويدية (السويدية)
- باس راتين على موقع قاعدة بيانات الفيلم (الإنجليزية)
- باس راتين على موقع كينوبويسك (الروسية)